# Doktor Fousek a Markytka
Doktor Fousek a Markytka, také jen Fousek a Markýtka nebo Fousek a Markétka, (i v německém originále jméno kolísá: Margarethl/Margrethl und Fäustling, Fäustling und Margaret’l) je „z německého do francouzského a z francouzského zpátky do německého“ parodická burleska s hudbou a tancem (opereta) o pěti obrazech vídeňského skladatele, kapelníka a překladatele Julia Hoppa na libreto Justa Sixta (pseudonym samotného Hoppa). Paroduje operu Faust Charlese Gounoda. Její premiéra se konala 6. října 1862 ve vídeňském Divadle na Vídeňce, kde Hopp působil jako kapelník.

## Charakteristika a inscenační historie
Julius Hopp působil v Divadle na Vídeňce nejen jako kapelník, ale i jako autor řady hudebních a textových úprav a hudby k fraškám i vlastních operet. Bezprostředně před Hoppem dosáhlo popularity několik parodií z dílny Johanna Nepomuka Nestroye a jeho kapelníka Karla Bindera, zvláště parodie Wagnerova Tannhäusera (1857); úspěšný byl také Franz von Suppé s parodií Flotowovy Marty (Martl, 1848) a pozdější parodií Wagnerova Lohengrina (1870 Lohengelb, oder Die Jungfrau von Dragant). I Hopp se zapojil do tohoto trendu a největší úspěch měla hned jeho první parodie, a to Gounodovy opery na goethovské téma, která se bezprostředně po svém vzniku (1859) stala jednou z nehranějších oper v Evropě. Pozdější Hoppovy operní parodie (např. Der Postillion von Langenlois podle Adamova Postiliona z Lonjumeau) už takové proslulosti nedosáhly.
Autor označil své dílo jako „parodistická burleska“, bylo však uváděno i pod jinými žánrovými označeními, například Pavel Švanda ji nazýval „velká parodistická opereta“.

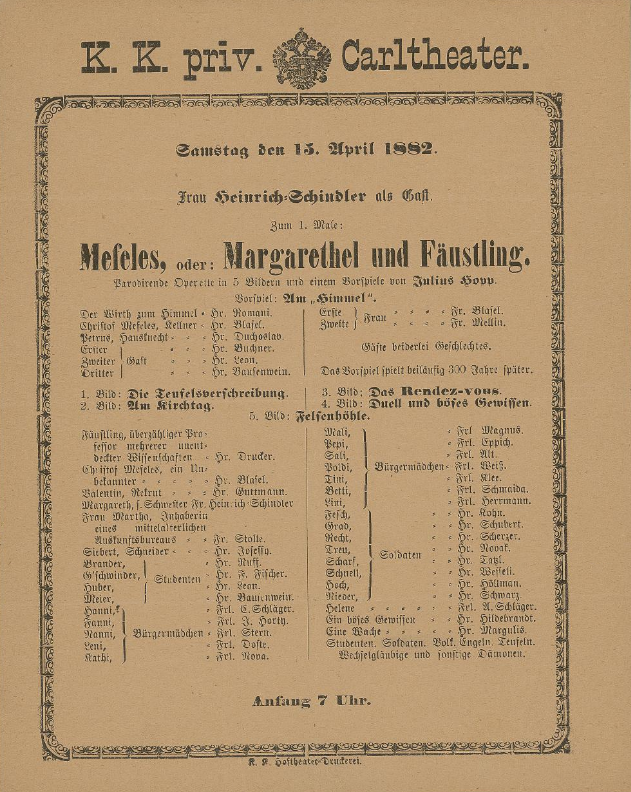
Plakát k inscenaci operety Doktor Fousek a Markytka ve vídeňském divadle Carltheater roku 1882

Premiéra kusu se konala 6. října 1862 v Divadle na Vídeňce a přijetí obecenstvem bylo spíše mírně příznivé než nadšené. Tisková kritika, zastupující intelektuálnější kruhy, měla již ke Gounoudově opeře negativní vztah a vyčítala jí banalizaci Goethova Fausta (Blätter für Musik, Theater und Kunst: „vandalský atentát“). Tím spíše se obávala, že obecenstvo chápe Fouska a Markétku jako parodii na monumentální Goethovo drama spíše než na Gounodovu operu, což by však mělo být (slovy recenzenta Bohemie) „co nejrozhodněji odmítnuto“. – a to tím spíše z toho důvodu, že Hopp parodoval Gounodovu hudbu přímo jen zřídka a většina čísel sestávala z valčíků a jiných tanečních rytmů, zejména lidovým obecenstvem oceňovaných. Libreto bylo vesměs kritizováno, zejména v porovnání s librety Nestroyových parodií.
Die Presse psala, že se tato parodie „místy velmi líbila, pronikavého úspěchu však nedosáhla. Parodistický prvek této frašky je oživován příliš málo účinným humorem, než aby nevystupovala až příliš citelně chudoba autorovy vlastní inspirace.“ Česká Bohemia se domnívala, že Hopp prokázal v tomto díle, že je rozhodně lepší kapelník než dramatik a že Gounodova hudba je mnohem přiléhavěji a vtipněji parodována než text opery.
Fousek a Markytka postupně pronikali na další scény habsburské monarchie a Německa, například 29. prosince 1864 se hráli poprvé v Německém městském divadle v Pešti. V maďarštině měla Hoppova opereta premiéru až 1. prosince 1885 v Lidovém divadle v Debrecínu pod názvem Faust az ördög cimborálja.
První inscenaci Foustka a Markétky v českých zemích vypravilo městské divadlo v Brně, a to 7. prosince 1863, se značným úspěchem. Do Prahy přišla Hoppova parodie v podobě hostování slavné vídeňské herečky Josefiny Gallmeyerové. Řetěz jejích hostování v Německém zemském divadle (v budově Novoměstského divadla) v létě 1865 uzavíralo právě její úspěšné vystoupení jako Markytky ve Fouskovi a Markytce 3. srpna 1865. Později nastudovalo pražské německé divadlo tuto burlesku vlastními silami a další německá divadla v českých zemích následovala (např. Opava o Vánocích roku 1868, Plzeň roku 1871).
V češtině Hoppovu parodii uvedlo poprvé Prozatímní divadlo jako benefici svého nejslavnějšího komika Jindřicha Mošny v roli Mefistafla. Česká kritika nebyla na parodování Fausta tak citlivá jako německá, Jan Neruda byl však ve své recenzi na dílo přísný: „Je to duchaprázdná slátanina, jíž české vzdělání snad pomoci nemohlo, zajisté ale nepomohlo.“ Musel však přiznat, že „obecenstva bylo – až příliš mnoho“. Prozatímní divadlo jí neposkytlo velký prostor: Doktor Fousek a Markytka se hrál čtyřikrát do konce roku 1868, pak po třech reprízách na jaře 1870 a v červenci 1875, tedy celkem pouhých 10 představení. Brzy však ho přejala do repertoáru soukromá divadla – jako první Pavel Švanda ze Semčic ve své aréně ve Pštrosce 14. května 1870 – a také ochotníci.
Přes výhrady kritiky se tato burleska stala nejoblíbenějším Hoppovým samostatným dílem a na německých i českých jevištích se udržela až do počátku 20. století (např. roku 1908 se hrála ve Znojmě a česky roku 1912 v Pištěkově lidovém divadle na Královských Vinohradech). Obecenstvo sdílelo přesvědčení redaktora olomouckého deníku Mährisches Tagblatt z roku 1892, že je to „pralegrační“ („urdrollig“) kus. Konkurovala jí však originálnější a stylovější parodie Le Petit Faust (v češtině hráno jako Doktor Faust mladší), kterou roku 1869 napsal jeden z otců operetního žánru, francouzský skladatel Hervé.
Dnes je Hoppovo dílo prakticky neznámé. V roce 2012 uvedl vídeňský spolek Des is klassisch! koncertní provedení Fouska a Markytky, k plánované inscenaci však nedošlo.

## Osoby a první obsazení
| osoba | hlasový obor | světová premiéra (6.10.1862) | česká premiéra (7.12.1863) | premiéra v češtině (20.11.1868) |
| --- | ------------ | ---------------------------- | -------------------------- | ------------------------------- |
| Fousek (Fäustling), vulgo doktor supernumerarius, profesor několikeré nevynalezené vědy                             | tenor        | Albin Swoboda                | Julius Gutenthal           | Josef Kysela                    |
| Kryštůfek Mefistafl (Christof Mefeles), neznámý                                                                     | bas          | Albert Zimmermann            | Rudolf Rusa                | Jindřich Mošna                  |
| Valentin, rekrut | mluvená role | Blank                        | Carl Wilke                 | Antonín Pulda                   |
| Markytka (Margaretl), jeho sestra a vzor všech panen                                                                | soprán       | Josefine Gallmeyer           | Leopoldine Benisch         | Terezie Ledererová(-Seifertová) |
| Paní Marta, majitelka středověké poptavárny pro služebné                                                            | mezzosoprán  | Wagner                       | Ludmilla Dietz             | Magdaléna Hynková               |
| Štípálek (Sieberl), krejčí, zamilovaný člověk                                                                       | tenor        | Röhring                      | ...                        | Jakub Seifert                   |
| Brander (Branderer), student                                                                                        | …            | Lichtblau                    | ...                        | Vendelín Budil                  |
| Švanda (G'schwinder), student                                                                                       | …            | Epstein                      | ...                        | Hynek Musil                     |
| Stehlík (Maier), student                                                                                            | …            | Lindenberg                   | ...                        | Krušina                         |
| Huber, student | …            | Maier                        | ...                        | –                               |
| Zlé svědomí, hořký host                                                                                             | bas          | A. Winter                    | Anton Spiro                | Petr Doubravský                 |
| Měšťané, jich ženy, jonáci a jich dívky, vojáci, studenti, andělé a čerti, věřitelové a jiní pekelníci, lid a nelid |              |                              |                            |                                 |
| Dirigent: | Dirigent:    | Julius Hopp                  | ...                        | Adolf Čech                      |

## Děj operety

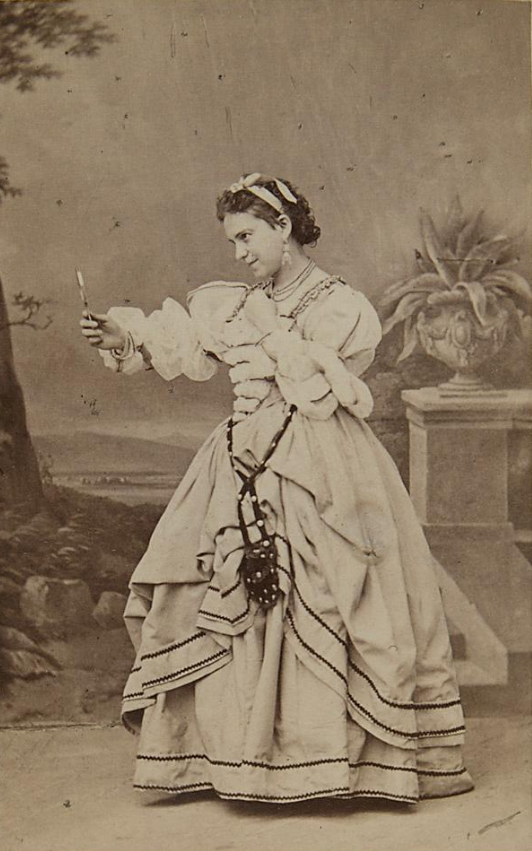
Josefine Gallmeyerová jako Markytka v premiérové inscenaci Doktora Fouska a Markytky

### 1. obraz – Upsání se ďáblu
(Gotická světnice) Faust sedí zachmuřen, sám. Přiznává si, že nic neví. Život se mu oškliví. Přivolává ďábla. Mefistafl se objeví a naslibuje mu všechno. Jakmile se ale pustí do čarování, začne se všechno kazit. Mefistafl přizná, že je dosud jenom učeň, al má s sebou knihu, v níž je všech 90 tisíc paragrafů zaklínadel. Použije knihu a nyní jde všechno lépe. Faust podepíše smlouvu, je omlazen a vyráží s Mefistaflem za dobrodružstvím.

### 2. obraz – O posvícení
(Náměstí malého městečka) Valentin byl odveden k vojsku a musí pryč. Nevěří své sestře Markytce, která má měkkou náturu, ale krejčí Štípálek a studen Brander mu slibují, že nad ní budou  bdít. Mefistafl se mezi mladíky vmísí a dobírá si je. Ti se do něho pustí, on se chce pomocí kouzla zachránit, ale opět si splete paragrafy a zakusí opravdové rány. Ani Fouskovi nedokáže přivolat Markytku, ta však přichází sama od sebe. Fousek ji oslovuje, jako své jméno však uvádí Faust a na její otázku, zda je od Goetha, odpovídá, že nikoli, že je přeložený z francouzštiny. I tak však Markytka není zvyklá říci na první pohled a na první slovo ano. Nechává ho tedy stát. Fousek ji však přistihne při veřejném tanci a tancuje s ní, dovede ji dokonce až k polibku, který ale zhatí Mefistaflův další přehmat.

### 3. obraz – Dostaveníčko
(Zahrada)  Štípálek chce využít Markytčiny nepřítomnosti k tomu, aby své milé zazíval serenádu. Příchod Fouska a Mefistafla ho přeruší. Mefistafl začaruje krejčíka ve strom a zabrání Fouskovi, aby serenádu zazpíval sám. Za prvé není Markytka doma a za druhé by se u ní mohl zpěvem blamovat. Místo toho ďábel pokládá před dveře skřínku s klenoty a spolu s Fouskem se schovají. Markytka přichází, nalézá šperky, zdobí se jimi a raduje se z jejich lesku. Najde ji tam hovorná Marta a málem děvče uklábosí k smrti. Právě včas přichází Mefistafl s Fouskem a s oběma ženami se seznamují. Ďábel se snaží oddálit Martu od mileneckého páru tím, že se jí usilovně dvoří. Když dojde k rozhodující chvíli, zamění opět své paragrafy, a tak nakonec drží zamilovaný Fousek v náručí starou Martu. Mefistafl se omlouvá, vytahuje svou knížku a uvádí všechno rychle do pořádku.,

### 4. obraz – Souboj a zlé svědomí
(Prostranství před Markytčiným domem) Valentin byl propuštěn z vojenské služby, vrací se domů a dozvídá se od Štípálka, že má Markytka známost a hraje si na bohatou dámu. Zlostí bez sebe chce Valentin zakroutit svůdníkovi krkem, ale když má před sebou bohatého barona Fausta, záhy s ním uzavře přátelství a sám donáší milostné vzkazy. Když chce Fousek vejít k Markytce, dohoní ho zlé svědomí a unavuje ho vzpomínkami na nevinné dětství. Protože se nemůže této šedé postavy zbavit, musí přivolat Mefistafla, který svým pekelným uměním svědomí uspí.

### 5. obraz – V žaláři
Fousek Markytku opustil. Ta už nemohla splácet své směnky a skončila ve vězení pro dlužníky. Fousek se to dozví, spěchá za ní a osvobodí ji. Když chce svou milenku obejmout, přitáhne si ho Mefistafl. Lhůta uplynula, Fousek musí s ním do pekla. Markytka ho brání. Mefistafl chce doložit své nároky podepsanou smlouvou, ale zjistí, že ji kvůli další z řady neobratností čertovského učedníka ztratil. Fousek je volný. Aby neodešel s prázdnou, chopí se Mefistafl nešťastného Štípálka a utěšuj ho slovy: „Nejste přece první krejčí, kterého vzal čert.“ Burleska končí pekelným baletem.